# Homoneura kocki
Homoneura kocki är en tvåvingeart som beskrevs av Malloch 1927. Homoneura kocki ingår i släktet Homoneura och familjen lövflugor. Inga underarter finns listade i Catalogue of Life.